# Phêrô Đa
Phêrô Đa tên đầy đủ là Phêrô Phan Hữu Đa là một thợ mộc lo việc kéo chuông, dọn đồ lễ ở nhà thờ, tử vì đạo dưới triều vua Tự Đức, được Giáo hội Công giáo Rôma phong Hiển Thánh vào năm 1988. 
Ông sinh năm 1802 tại làng Ngọc Cục, tỉnh Nam Định (nay thuộc giáo xứ Ngọc Tiên, xã Xuân Hồng, huyện Xuân Trường, tỉnh Nam Định, thuộc Giáo phận Bùi Chu). Sau chiếu chỉ phân sáp, ngày 27 tháng 6 năm 1861, ông bị bắt giải về phủ Xuân Trường và 6 ngày sau bị đem giam tại làng Quá Linh. Trong cảnh tù đày, bị tra tấn, ông vẫn kiên trì không bước qua Thánh Giá. Ngày 17 tháng 6 năm 1862, ông bị thiêu sống. Khi ngọn lửa sắp tàn, quân lính thấy ông hình như vẫn còn sống nên đã chém đầu. Thi hài được chôn cất tại pháp trường, năm sau được cải về chôn tại quê nhà.